# Paulo de Carvalho
Paulo de Carvalho, właśc. Manuel Paulo de Carvalho da Costa (ur. 15 maja 1947 r. w Lizbonie) – portugalski aktor, piosenkarz i kompozytor.
25 kwietnia 1974 r. nadanie w radiu jego piosenki E depois do adeus stało się dla wojska sygnałem wyruszenia na pozycje do rozpoczęcia zamachu stanu nazwanego później rewolucją goździków, a późniejsze wyemitowanie piosenki Zeca Afonso Grândola, Vila Morena, która przez długi czas była na indeksie cenzury, stało się sygnałem do zajęcia strategicznych budynków.